# Jaula (rodamiento)

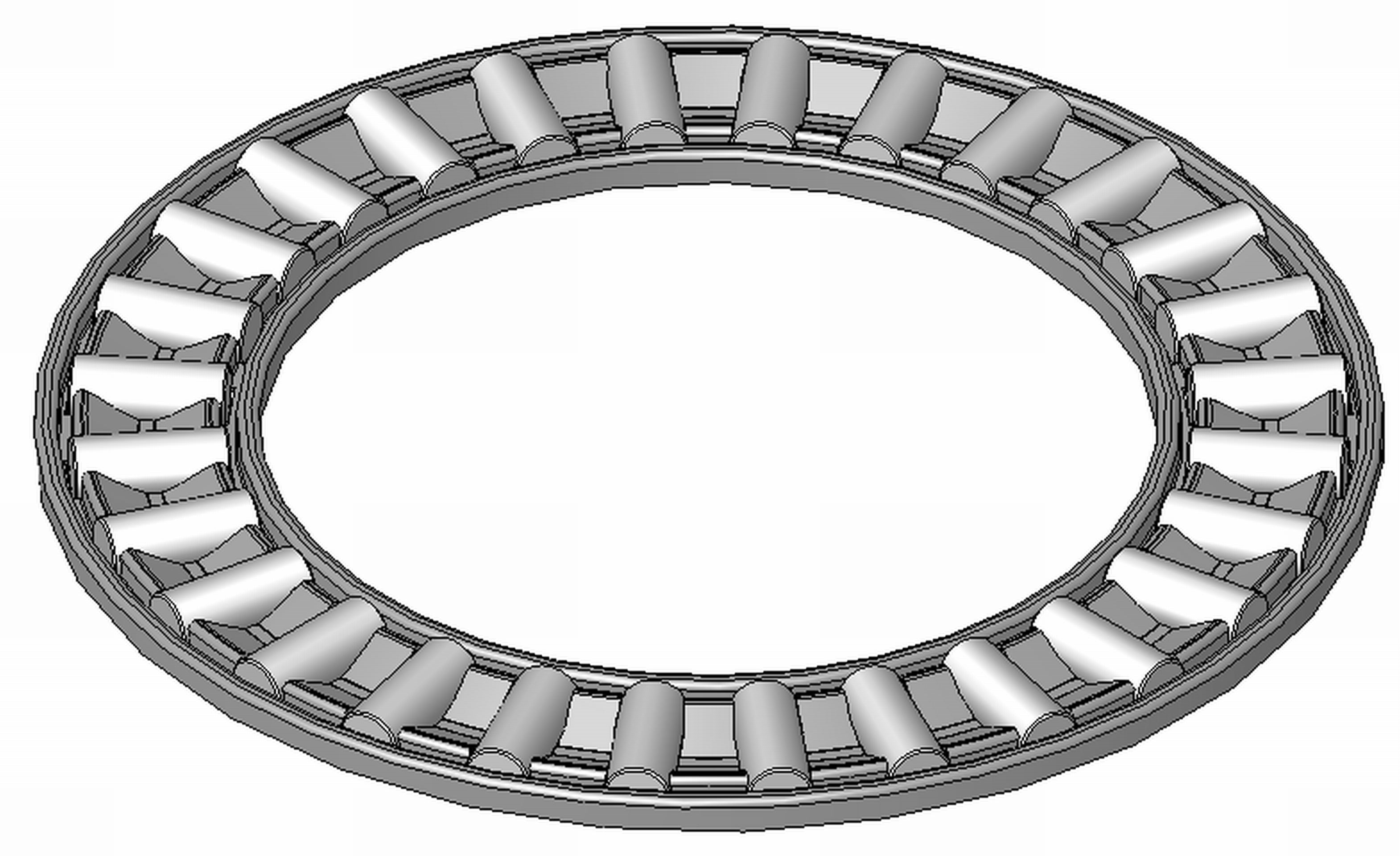
Jaula de un rodamiento de agujas

La jaula de un rodamiento es un elemento mecánico que contribuye a mantener correctamente separados los rodillos del dispositivo, de forma que no puedan rozarse entre sí. Junto con el aro interior, el aro exterior y los citados elementos rodantes, es uno de los elementos componentes de numerosos tipos de rodamientos. Las jaulas de elementos rodantes dispuestos linealmente (ya sean abiertas o cerradas) también se utilizan en varias clases de husillos de bolas y cadenas de transmisión de eslabones.
Con las jaulas de las guías de bolas sobre rieles, por otro lado, el término jaula se usa para caracterizar la parte de la guía que confina los rodillos, mientras que las designaciones jaula de bolas, jaula de rodillos y jaula de agujas se aplican a otros dispositivos.

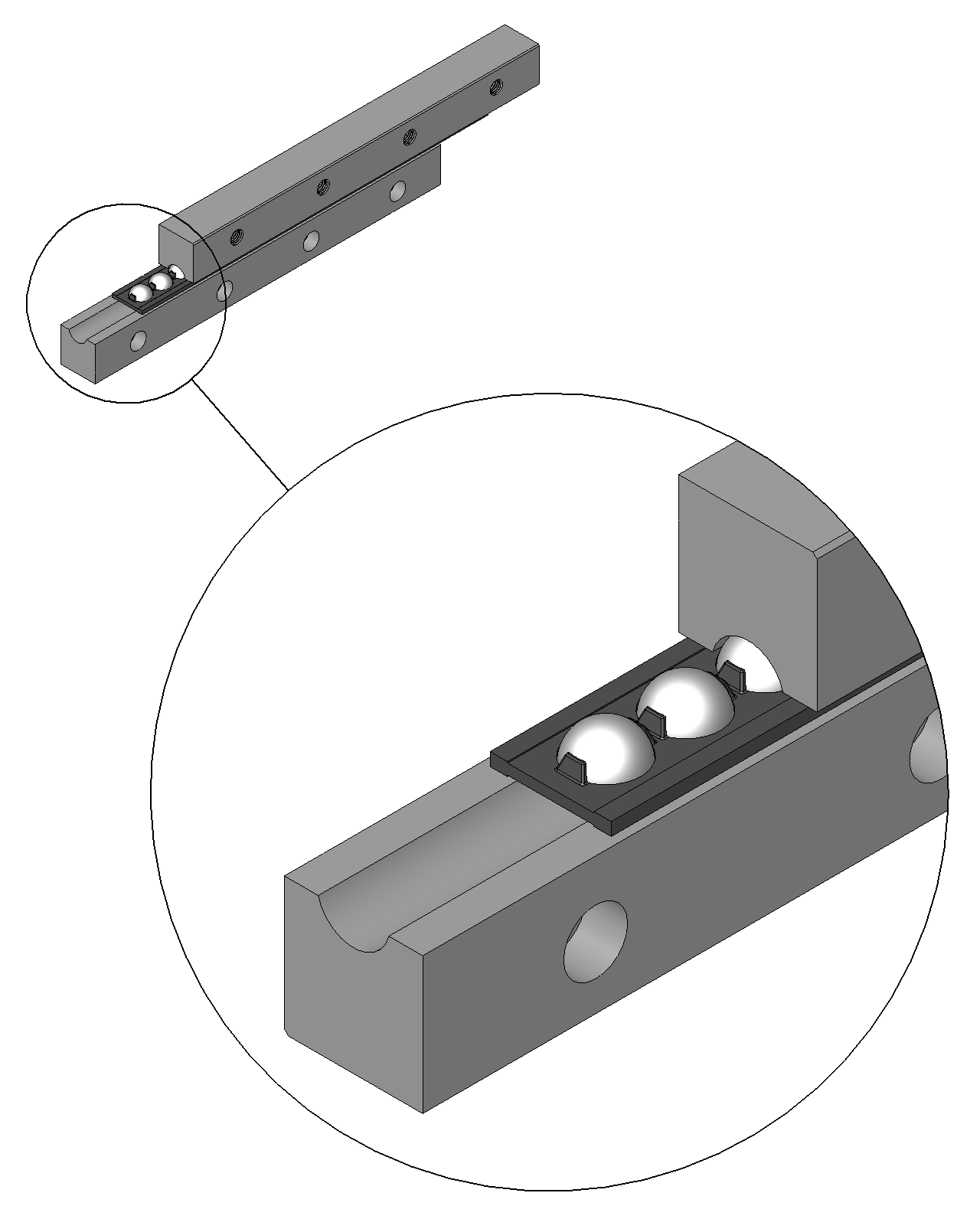
Guía lineal de riel con jaula de bolas

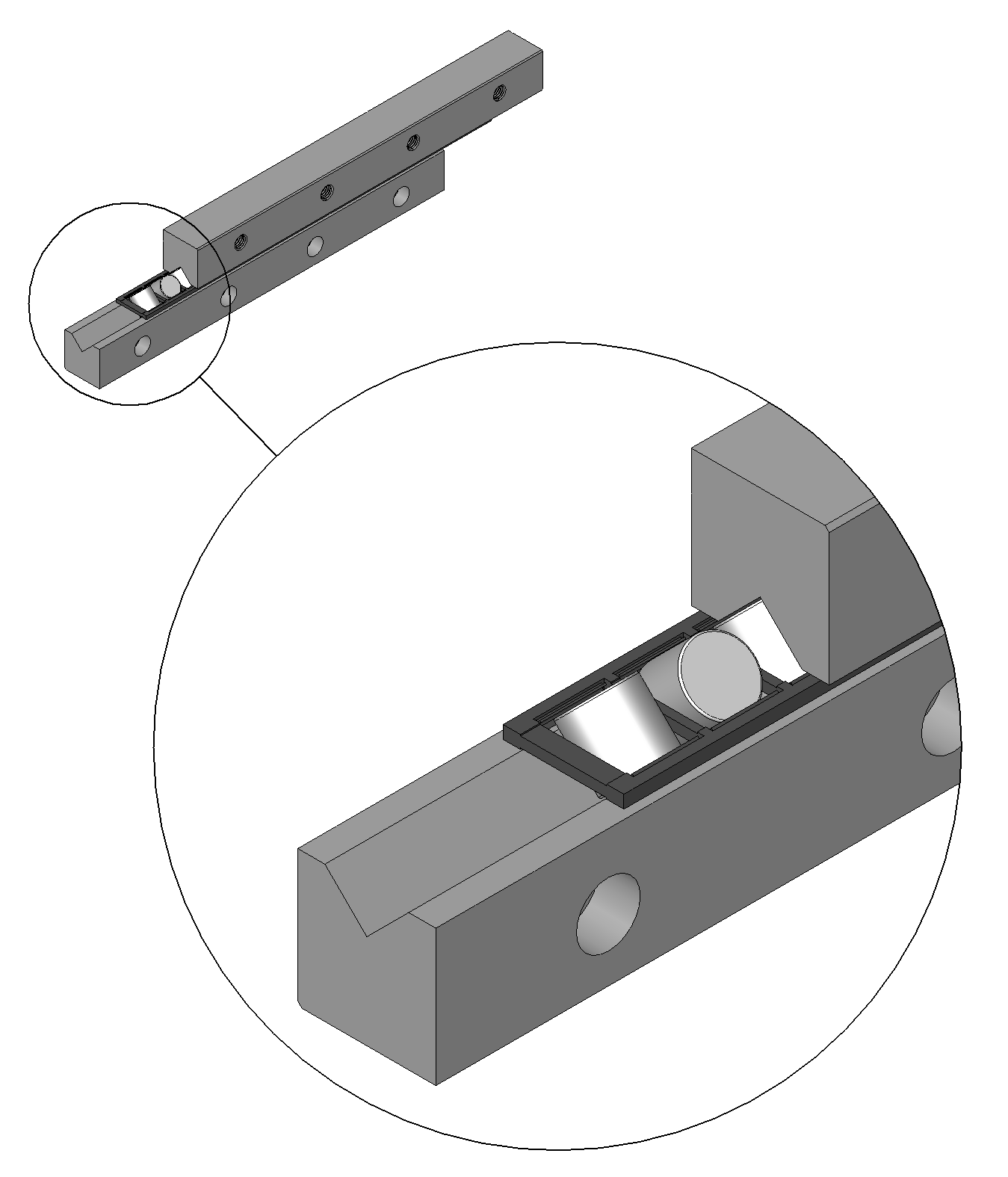
Jaula de rodillos con cilindros cruzados

El principal cometido de las jaulas es mantener la distancia en la pista de rodadura de los elementos rodantes. Aseguran que no se toquen o rocen entre sí en direcciones opuestas y permiten que el cojinete trabaje de forma más homogénea mediante la distribución uniforme de los elementos rodantes entre los dos anillos. En el caso de rodamientos o guías desmontables, también mantienen unidos los elementos rodantes y así evitan que se diseminen.
Existen muchos materiales adecuados para fabricar jaulas de rodamientos. Por ejemplo, las hay estampadas en distintos tipos de chapa, se fabrican jaulas macizas de latón y cada vez más jaulas de plástico. Estos materiales difieren en sus propiedades y comportamiento frente a cambios de temperatura o temperaturas elevadas, en el modo en el que la grasa se distribuye por ellos y en su idoneidad para las diferentes velocidades de giro o frecuencias a las que debe trabajar el rodamiento.
En el caso de las jaulas de los rodamientos, también se distingue entre jaulas guiadas por elementos rodantes, jaulas guiadas en el aro exterior o jaulas guiadas por el aro interior.
Para evitar el desgaste de los elementos rodantes y de los caminos de rodadura provocado por desplazamientos indeseables, se desarrollaron varios sistemas de jaulas en el curso de la historia de la tecnología, capaces de reducir o evitar por completo el llamado desplazamiento de la jaula (véase también efecto stick-slip).